# بلدية سالاكريفا
بلدية سالاكريفا هي بلدية في لاتفيا، بلغ عدد سكانها 7٬574  نسمة، في 2017، عاصمتها سالاكغريفا.

## الموقع
تشترك في الحدود مع:
- بلدية ألويا  [لغات أخرى]‏
- بلدية ليمباجي.

## التقسيمات الإدارية
- سالاكغريفا
- آيناجي
- Ainaži Parish [الإنجليزية]‏
- Salacgrīva Parish [الإنجليزية]‏
- Liepupe Parish [الإنجليزية]‏.